# Gil Askey
Gilbert „Gil“ Alexander Askey (* 9. März 1925 in Austin (Texas), Vereinigte Staaten; † 9. April 2014 in Melbourne, Australien) war ein US-amerikanischer Jazz-Trompeter, Songwriter, Filmkomponist und Musikproduzent, einer der zentralen Persönlichkeiten bei der Etablierung des Motown-Sounds.

## Leben und Wirken
Askey studierte zunächst Medizin, bevor er sich für den Musikerberuf entschied und am Boston Conservatory of Music und der Harnett School of Music in New York studierte. Seine praktischen Erfahrungen als Jazztrompeter sammelte er fast ein Vierteljahrhundert lang auch an der Seite von legendären Jazzmusikern wie Dizzy Gillespie, Miles Davis, Duke Ellington und Count Basie. Später wechselte Askey zur Motown Record Company. Hier wirkte er in der Folgezeit als musikalischer Leiter, Musikproduzent, Songwriter und musikalischer Arrangeur. 
Als musikalischer Leiter betreute Gil Askey beispielsweise Diana Ross, sowohl als Einzelkünstlerin als auch als Mitglied von The Supremes, sowie die Four Tops, The Temptations, Stevie Wonder, The Jackson 5, Gladys Knight, Keni Burke und Linda Clifford. Als Diana Ross sich dafür entschied, die Supremes zu verlassen und eine Solokarriere zu beginnen, verpflichtete sie Askey als ihren musikalischen Leiter. Insgesamt zehn Jahre lang arbeiteten beide zusammen, und zu der Billie-Holiday-Filmbiografie Lady Sings the Blues mit Diana Ross in der Titelrolle komponierte er, gemeinsam mit dem französischen Komponistenkollegen Michel Legrand, auch die Filmmusik. Dafür erhielten beide Männer je eine Oscar-Nominierung. Auch bei Ross’ Anschlussfilm Mahagoni wirkte er 1975 (mit der Komposition zusätzlicher Musik) mit. Ab Mitte der 1970er Jahre arbeitete Gil Askey eng mit Curtis Mayfield zusammen und schrieb und arrangierte für dessen Plattenlabel Curtom Records.
1973 zog Gil Askey aus privaten Gründen nach Australien. Eine Zeit lang wurde es still um ihn, dann aber nahm er 1993 seine musikalische Tätigkeit wieder auf. In Melbourne unterrichtete er australische Nachwuchstalente und trat als deren Mentor in Erscheinung. Außerdem ging er wieder auf Tourneen, wo er in australischen Jazzkellern erneut sein Können als Jazzmusiker unter Beweis stellte. Gil Askey starb 2014 in Melbourne.